# One Shot 1981
One Shot 1981 - Le più belle canzoni dell'anno! è la seconda raccolta di canzoni degli anni '80, pubblicata in Italia dalla Universal Music Italia srl su CD (catalogo 024 9 82905 5) nel 2005, appartenente alla serie One Shot 'aaaa', che fa parte della più vasta collana denominata One Shot.

## Il disco
Le versioni proposte sono tutte rimasterizzazioni digitali a 24 bit delle edizioni originali.

## Tracce
Il primo è l'anno di pubblicazione del singolo, il secondo quello dell'album; altrimenti coincidono.

### CD 1
1. Kim Carnes – Bette Davis Eyes – 3:42 (Donna Weiss, Jackie DeShannon) – 1981
2. Men at Work – Who Can It Be Now? – 3:21 (Colin Hay) – 1981
3. Daryl Hall & John Oates – Kiss on My List – 3:25 (Sara Allen, Janna Allen, Daryl Hall, Warren Pash) – 1981, 1980
4. The Cars – Shake It Up – 3:33 (Ric Ocasek) – 1981
5. The J. Geils Band – Centerfold – 3:35 (Seth Justman) – 1981
6. The Psychedelic Furs – Pretty in Pink – 4:00 (The Psychedelic Furs) – 1981
7. Squeeze – Tempted – 3:56 (Chris Difford, Glenn Tilbrook) – 1981
8. Imagination – Body Talk – 5:55 (Leee John, Ashley Ingram, Steve Jolley, Tony Swain) – 1981
9. Joey Scarbury – Believe It or Not (in The Greatest American Hero) – 3:12 (testo: Stephen Geyer – musica: Mike Post) – 1981
10. Quarterflash – Harden My Heart (album version) – 3:50 (Marv Ross) – 1981
11. Soft Cell – Tainted Love – 2:56 (Edward Cobb) – 1981
12. Kim Wilde – Cambodia (single version) – 3:57 (Ricky Wilde, Marty Wilde) – 1981, 1982
13. Lene Lovich – New Toy – 3:17 (Thomas Dolby) – 1981
14. Aneka – Japanese Boy (single version) – 3:55 (Bobbie Heatlie) – 1981
15. Sister Sledge – All American Girls – 4:43 (testo: Lisa Walden, Allee Willis, Joni Sledge – musica: Narada Michael Walden, Allee Willis, Joni Sledge) – 1981
16. Earth, Wind & Fire – Let's Groove (album version) – 5:36 (Wayne Vaughn, Maurice White) – 1981
17. Quincy Jones – Ai no corrida – 4:12 (Kenny Young, Chaz Jankel) – 1981
18. Luther Vandross – Never Too Much (feat. Dune, Charles May, Patti Austin) – 3:50 (Luther Vandross) – 1981
19. Nikka Costa – (Out Here) On My Own (feat. Don Costa) – 3:32 (Michael Gore, Lesley Gore) – 1981

Durata totale: 74:27

### CD 2
1. Plastic Bertrand – Hula Hoop – 3:03 (Jean Luc Renders, Bernard Loncheval, Peter Lacey) – 1981
2. Richard Sanderson – Reality (album version, nel film Il tempo delle mele) – 4:46 (testo: Jeff Jordan – musica: Vladimir Cosma) – 1980
3. ABBA – The Winner Takes It All – 4:55 (Benny Andersson, Björn Ulvaeus) – 1980
4. Village People – 5 O'Clock in the Morning – 5:00 (Jacques Morali, Henri Belolo, Dennis Frederiksen) – 1981
5. Grover Washington Jr. – Just the Two of Us (feat. Bill Withers) (single version) – 3:56 (Bill Withers, William Salter, Ralph MacDonald) – 1981, 1980
6. Christopher Cross – Arthur's Theme (Best That You Can Do) (nel film Arturo) – 3:50 (Burt Bacharach, Carole Bayer Sager, Peter Allen, Christopher Cross) – 1981
7. Journey – Who's Crying Now – 5:00 (Steve Perry, Jonathan Cain) – 1981
8. Foreigner – Urgent (album version) – 4:28 (Mick Jones) – 1981
9. Billy Idol, Generation X – Dancing with Myself (EP version[2]) – 4:49 (Billy Idol, Tony James) – 1981
10. Adam and the Ants – Stand and Deliver (album version) – 3:33 (Adam Ant, Marco Pirroni) – 1981
11. The Human League – Love Action (I Believe in Love) (single version) – 3:50 (Philip Oakey, Ian Burden) – 1981
12. Shakatak – Easier Said Than Done (single version) – 3:45 (William Sharpe, Roger Odell) – 1981, 1982
13. France Joli – Gonna Get Over You – 4:09 (William Anderson) – 1981, 1982
14. Voggue – Dancin' the Night Away (single version) – 3:08 (Dennis LePage, Denyse LePage) – 1981
15. Central Line – Walking into Sunshine – 3:47 (testo: Linton Charles Beckles – musica: Anthony Roy Carter, Linton Charles Beckles, Lipson Francis) – 1981
16. Rick James – Super Freak – 3:23 (Rick James, Alonzo Miller) – 1981
17. Ray Parker Jr., Raydio – A Woman Needs Love (Just like You Do) – 4:02 (Ray Parker Jr.) – 1981
18. Teena Marie – Portuguese Love – 7:48 (Teena Marie) – 1981

Durata totale: 77:12